# Xã Nokomis, Quận Montgomery, Illinois
Xã Nokomis (tiếng Anh: Nokomis Township) là một xã thuộc quận Montgomery, tiểu bang Illinois, Hoa Kỳ. Năm 2010, dân số của xã này là 2.939 người.